# Beierolpium deserticola
Beierolpium deserticola är en spindeldjursart som först beskrevs av Beier 1964.  Beierolpium deserticola ingår i släktet Beierolpium och familjen Olpiidae. Inga underarter finns listade.